# Przestrzeń Sierpińskiego
Przestrzeń Sierpińskiego – przykład przestrzeni topologicznej mającej dwa punkty, z których tylko jeden jest domknięty. Jest szczególnym przykładem przestrzeni Aleksandrowa.

## Konstrukcja
Niech {\displaystyle a,b} będą dwoma różnymi punktami. Rodzina
{\displaystyle \tau =\left\{\{a,b\},\{a\},\varnothing \right\}}
jest topologią w zbiorze {\displaystyle F=\{a,b\}.} Przestrzeń topologiczna {\displaystyle (F,\tau )} nazywana jest przestrzenią Sierpińskiego.

## Własności
- Przestrzeń {\displaystyle F} jest (z dokładnością do homeomorfizmu) jedyną przestrzenią topologiczną dwuelementową różną od przestrzeni dyskretnej i antydyskretnej.
- Przestrzeń {\displaystyle F} spełnia aksjomat T0 (najsłabszy z aksjomatów oddzielania), ale nie spełnia aksjomatu T1.
- Każda T0-przestrzeń wagi {\displaystyle \kappa } jest homeomorficzna z pewną podprzestrzenią produktu {\displaystyle \kappa } kopii przestrzeni Sierpińskiego {\displaystyle F} (tzw. kostką Aleksandrowa wagi {\displaystyle \kappa }). Innymi słowy, jeśli {\displaystyle \kappa } jest (nieskończoną) liczbą kardynalną, to kostka {\displaystyle F^{\kappa }} jest przestrzenią uniwersalną dla klasy wszystkich T0-przestrzeni[1].
- Przestrzeń {\displaystyle F} jest drogowo spójna, ale nie jest łukowo spójna.

- Kazimierz Alster zauważył, że przestrzeń Sierpińskiego jest obrazem uniwersalnym dla klasy wszystkich topologicznych przestrzeni spójnych.